# Liverá
Liverá är en ort i Cypern.   Den ligger i distriktet Eparchía Kerýneias, i den norra delen av landet, 40 km nordväst om huvudstaden Nicosia. Liverá ligger 76 meter över havet och antalet invånare är 170. Den ligger på ön Cypern.
Terrängen runt Liverá är platt åt sydväst, men åt sydost är den kuperad. Havet är nära Liverá åt nordväst.  Närmaste större samhälle är Diórios, 12,6 km sydost om Liverá. 